# Pourrain
Pourrain – miejscowość i gmina we Francji, w regionie Burgundia-Franche-Comté, w departamencie Yonne.
Według danych na rok 1990 gminę zamieszkiwało 1266 osób, a gęstość zaludnienia wynosiła 53 osoby/km² (wśród 2044 gmin Burgundii Pourrain plasuje się na 183. miejscu pod względem liczby ludności, natomiast pod względem powierzchni na miejscu 313.).